# Conclave de 1404

Brasão papal de Sua Santidade o Papa Inocêncio VII

O conclave papal ocorrido entre 10 a 17 de outubro de 1404 resultou na eleição do Papa Inocêncio VII depois da morte do Papa Bonifácio IX.

## Situação Geral
Foi um dos conclaves do período do Grande Cisma do Ocidente. Vários clérigos e leigos pediram aos cardeais romanos para não eleger o sucessor do Papa Bonifácio IX e reconhecer Bento XIII de Avinhão como Papa, ou pelo menos esperar por sua morte e só depois de eleger um novo papa. Entre os defensores deste ponto de vista era o cardeal Ludovico Fieschi, protodiácono que não participou do conclave e, posteriormente, não reconheceu os seus resultados.
No entanto, nove cardeais presentes em Roma entraram no Conclave em 10 de outubro. Inicialmente todos os eleitores assinaram a capitulação em conclave, que exigiu dos eleitores a fazer o que era possível (incluindo a abdicação) para restaurar a unidade da Igreja. Após sete dias de deliberações, o cardeal camerlengo Cosimo Gentile Megliorati foi unanimemente eleito papa, assumindo o nome de Inocêncio VII.
Cinco dias após o cardeal Fieschi oficialmente abandonou a obediência romana e reconheceu Bento XIII de Avinhão como o verdadeiro papa, de modo que o rito da coroação papal foi realizada em 11 de novembro pelo novo cardeal-protodiácono Landolfo Maramaldo.

## Lista de participantes
| Consistóro                   | 1404 |
| ---------------------------- | ---- |
| Dezembro 1381                | 1    |
| Dezembro 1384                | 6    |
| Consistórios de Urbano VI    | 7    |
| Dezembro 1389                | 3    |
| Fevereiro 1402               | 2    |
| Consistórios de Bonifácio IX | 5    |
| Total                        | 12   |

| Criado por              | Cardeais | Por Cento |
| ----------------------- | -------- | --------- |
| Papa Urbano VI (UVI)    | 07       | 58,33 %   |
| Papa Bonifácio IX (BIX) | 05       | 41,67 %   |
| Total                   | 12       | 100 %     |

### Cardeais Bispos
| Nº | Nome              | Consistório   | Papa |
| -- | ----------------- | ------------- | ---- |
| 1  | Angelo Acciaiuoli | Dezembro 1384 | UVI  |
| 2  | Francesco Carbone | Dezembro 1384 | UVI  |

### Cardeais Presbíteros
| Nº | Nome                            | Consistório    | Papa |
| -- | ------------------------------- | -------------- | ---- |
| 3  | Angelo d'Anna Sommariva, O.S.B. | Dezembro 1384  | UVI  |
| 4  | Cosimo Gentile Megliorati       | Dezembro 1389  | BIX  |
| 5  | Enrico Minutolo                 | Dezembro 1389  | BIX  |
| 6  | Cristoforo Maroni               | Dezembro 1389  | BIX  |
| 7  | Antonio Caetani                 | Fevereiro 1402 | BIX  |

### Cardeais Diáconos
| Nº | Nome               | Consistório   | Papa |
| -- | ------------------ | ------------- | ---- |
| 8  | Landolfo Maramaldo | Dezembro 1381 | UVI  |
| 9  | Rinaldo Brancaccio | Dezembro 1384 | UVI  |

### Cardeais ausentes

#### Cardeais Presbíteros
| Nº | Nome          | Consistório   | Papa |
| -- | ------------- | ------------- | ---- |
| 10 | Bálint Alsáni | Dezembro 1384 | UVI  |

#### Cardeal Diacono
| Nº | Nome              | Consistório    | Papa |
| -- | ----------------- | -------------- | ---- |
| 11 | Ludovico Fieschi  | Dezembro 1384  | UVI  |
| 12 | Baldassarre Cossa | Fevereiro 1402 | BIX  |